# Lábod
Lábod é um município da Hungria, situada no condado de Somogy. Tem 66,51 km² de área e sua população em 2019 foi estimada em 1.935 habitantes.